# ¡Que se la llevaron!
|  |  |

El aguafuerte ¡Que se la llevaron! es un grabado de la serie Los Caprichos del pintor español Francisco de Goya. Está numerado con el número 8 en la serie de 80 estampas. Se publicó en 1799.

## Interpretaciones de la estampa
Existen varios manuscritos contemporáneos que explican las láminas de los Caprichos. El que se encuentra en el Museo del Prado se tiene como autógrafo de Goya, pero parece más bien despistar y buscar un significado moralizante que encubra significados más arriesgados para el autor. Otros dos, el que perteneció a Ayala y el que se encuentra en la Biblioteca Nacional, realzan la parte más escabrosa de las láminas.
- Explicación de esta estampa del manuscrito del Museo del Prado: La mujer que no sabe guardar es del primero que la pilla y cuando no tiene remedio se admiran de que se la llevaron.[2]

- Manuscrito de Ayala: La mujer que no se sabe guardar, es del primero que la pilla.[2]

- Manuscrito de la Biblioteca Nacional:  Un eclesiástico que tiene un amor ilicito, busca un gañán que le ayuda al rapto de su querida.[2]

## Técnica del grabado
El dibujo preparatorio a la sanguina, conservado en el Museo del Prado, el árbol de detrás se ha suprimido en el grabado profundizándose la llanura desolada.
El dibujo del Álbum B número 61 se puede considerar un antecedente de este grabado. Aparece una mujer que atada por los pies está siendo colgada de una polea en el techo por un hombre mientras un segundo la sujeta por los hombros. Tanto la posición de la mujer como la posición del segundo hombre son muy similares a las del grabado.